# Soufiane Hariss
Soufiane Hariss (en arabe : سفيان حريس), né le 12 septembre 1992 à Casablanca (Maroc) est un footballeur marocain évoluant dans le club du Rapide Oued Zem. Il joue au poste de milieu de terrain.

## Biographie
Soufiane Hariss est formé au Racing de Casablanca et débute en 2016 en D2 marocaine avec l'équipe première. Il termine sa première saison à la deuxième place de la D2 marocaine et est promu en Botola Pro. Au total, il marque quatre buts en quatre matchs.
Lors de sa deuxième saison au Racing de Casablanca, il dispute ses quinze premiers matchs en première division marocaine et inscrit quatre buts. 
Le 17 août 2018, il signe un contrat de deux ans au Rapide Oued Zem. Il dispute 21 matchs et marque cinq buts.
Le 20 septembre 2019, il signe au KAC de Kénitra, club descendu en D2 marocaine. Il y dispute une saison avant de retourner en Botola Pro en signant au Youssoufia Berrechid en janvier 2020.
Le 31 octobre 2020, il signe son retour au Rapide Oued Zem. Le 10 décembre 2020, Soufiane Hariss marque son premier but de la saison en championnat contre le Raja Club Athletic (défaite, 3-2).  

## Palmarès
Racing de Casablanca
- Championnat du Maroc D2 :
  - Vice-champion : 2016-17.